# Aulocalycinae
Aulocalycinae is een onderfamilie van sponsdieren uit de klasse van de Hexactinellida. 

## Geslachten
- Aulocalyx Schulze, 1886
- Euryplegma Schulze, 1886
- Ijimadictyum Mehl, 1992
- Indiella Sautya, Tabachnick & Ingole, 2011
- Leioplegma Reiswig & Tsurumi, 1996
- Rhabdodictyum Schmidt, 1880